# Líderes (álbum)
Líderes é o nono álbum de estúdio da dupla porto-riquenha Wisin & Yandel, com lançamento a 3 de Julho de 2012 pela editora discográfica Machete e WY. Conta com a colaboração de artistas como Chris Brown, T-Pain, Jennifer Lopez, O’Neill, Franco "El Gorilla" e Alberto Stylee. O alinhamento do trabalho foi revelado pela Universal a 11 de Junho de 2012.

## Singles
- "Follow the Leader", com a participação da cantora norte-americana Jennifer Lopez, foi lançado como single de avanço a 20 de Abril de 2012. O vídeo musical foi filmado em Acapulco, no México e a sua primeira interpretação ao vivo ocorreu durante a final da décima primeira final do American Idol. A música atingiu a liderança da Billboard Latin Songs.[1]

## Alinhamento de faixas
| N.º            | Título                                                     | Compositor(es) | Produtor(es)                   | Duração |  |
| 1.             | "Tu Nombre"                                                | Juan Luis Morena, Llandel Veguilla, Marcos "Tainy" Masis, Luis O'Neill                                                       | O'Neill, "Tainy", Chris Jeday  | 4:31    |  |
| 2.             | "Hipnotízame"                                              | Morena, Veguilla, Masis, O'Neill                                                                                             | O'Neill, Tainy                 | 4:03    |  |
| 3.             | "Algo Me Gusta De Ti" (com Chris Brown & T-Pain)           | Morena, Veguilla, O'Neill, Chris Jeday                                                                                       | O'Neill, Jeday                 | 4:34    |  |
| 4.             | "Peligro"                                                  | Morena, Veguilla, Masis, O'Neill                                                                                             | O'Neill, "Tainy"               | 3:29    |  |
| 5.             | "No Te Detengas"                                           | Morena, Veguilla, Jonas Saeed, Pontus Söderqvist                                                                             | Saeed, Söderqvist              | 3:45    |  |
| 6.             | "Follow the Leader" (com Jennifer Lopez)                   | Morera, Veguilla, Saeed, Jennifer Lopez, Tasha Gayle, Niclas Kings, Nailah Thorbourne, Nyanda Thorbourne, Candace Thorbourne | Saeed, Kings                   | 4:00    |  |
| 7.             | "Una Bendición (Spotlight)"                                | Morena, Veguilla, Tony Girakhoo, Henry L. Hill, Ahmad H. Russell, Jamie Sanderson                                            | Sermstyle                      | 4:13    |  |
| 8.             | "Rumba"                                                    | Morena, Veguilla, Jeday, O'Neill, Luis Montes                                                                                | O'Neill, Jeday, Montes         | 3:32    |  |
| 9.             | "Prende" (featuring Franco "El Gorila" & O’Neill)          | Morena, Veguilla, Jeday, O'Neill                                                                                             | O'Neill, Jeday, Luis F. Cortes | 5:02    |  |
| 10.            | "Perdón" (featuring O’Neill)                               | Morena, Veguilla, Jeday | Jeday                          | 4:53    |  |
| 11.            | "Música Buena"                                             | Morena, Veguilla, DJ Urba | DJ Urba, Rome La Mano Negra    | 4:24    |  |
| 12.            | "Noche De Carnaval"                                        | Morena, Veguilla, Jeday, O'Neill                                                                                             | O'Neill, Jeday                 | 3:28    |  |
| 13.            | "Un Beso"                                                  | Morena, Veguilla, Jeday, O'Neill                                                                                             | O'Neill, Jeday                 | 4:38    |  |
| 14.            | "Algo Me Gusta De Ti"                                      | Morena, Veguilla, Jeday, O'Neill                                                                                             | O'Neill, Jeday                 | 4:35    |  |
| 15.            | "Vengo Acabando" (com Franco "El Gorila" & Alberto Stylee) | Morena, Veguilla, Masis, F. Cortes, Nelson Díaz, Annie Lennox, David A. Stewart, Alberto Stylee                              | "Tainy"                        | 3:51    |  |
| Duração total: | Duração total:                                             | Duração total: | Duração total:                 | 62:58   |  |

## Desempenho nas tabelas musicais
Líderes estreou na primeira posição da Latin Albums.

### Posições
| Tabela musical (2012)                   | Melhor posição |
| --------------------------------------- | -------------- |
| Estados Unidos - Billboard Latin Albums | 1              |